# بولس باسيلي
القمص  باسم فؤاد باسيلي ، (1916 - 2010) كاهن وعضو سابق في البرلمان المصري.

## عن حياته
ولد باسم فؤاد باسيلي في 17 مايو عام 1916 في منفلوط محافظة أسيوط وتوفي في القاهرة في 19 يوليو عام 2010 عن عمر يناهز 94 عاماً. نزحت أسرته من منفلوط إلى القاهرة في أول أيام شبابه وهناك ظهرت مواهبه في الوعظ والكتابة والصحافة والرعاية الاجتماعية والنشاط السياسي. رسمه البابا كيرلس السادس كاهناً في 14 أكتوبر عام 1966 فصار يعرف باسم أبونا بولس باسيلي. انتخب عضواً في مجلس الشعب (البرلمان) المصري عام 1971 ليصبح أول كاهن يدخل البرلمان المصري. وخدم في هذا المنصب خمسة اعوام.

## أسرته ودراسته
نشأ فؤاد في أسرة بروتستانتية إذ كان والده باسيلي غبريال قسيساً. كان فؤاد المولود السادس بين شقيقين وأربعة شقيقات. بقيت الاسرة في الصعيد لحين بلغ فؤاد سن الشباب فأنتقلت إلى القاهرة. ولعل نشأته البروتستانتية ساعدت على صقل موهبته في الوعظ خاصةً أنه كان يتمتع بصوتٍ جهوري وأسلوب يجمع بين الوعظ الديني مع نوادر الأدب والشعر والفكاهة فكان يشد مستمعيه ويستولي على انتباههم. ألتقى فؤاد بالمصلح القبطي حبيب جرجس منذ السنوات الأولى لوصوله إلى القاهرة فصار تلميذاً مقرباً إليه وتوثقت علاقتهما فكان فؤاد يعتبر حبيب أباً روحياً له.ولما افتتحت الكلية الاكليريكية التي أسسها حبيب جرجس التحق فؤاد بها وتخرج منها بامتياز عام 1938 حاصلاً على بكالوريوس في اللاهوت. تزوج في مطلع عام 1943من السيدة تهاني سعد سليمان السيسي (توفيت مايو 2006) ولهما ثلاثة أولاد: فرانسوا، سمير وفريد و 7 أحفاد: جيمس، توماس، جون، ديفيد، ماري غريس، فادي وساندي.

## نشاطه الوطني والسياسي والصحافي
فور انتقال فؤاد باسيلي إلى القاهرة التفت إلى العمل السياسي والعمل الديني في آن واحد. في العمل السياسي تأثر بالزعيم أحمد حسين مؤسس حزب «مصر الفتاة» الذي نادى بالإستقلال والاعتماد على النفس فأنضم لحزبه وصار ساعده الأيمن. وتأثر كثيراً بالقمص سوارجيوس الذي عرف بخطبه القوية ضد الاحتلال البريطاني لمصر والتأكيد على تلاحم المصريين - مسلمين وأقباط في مواجهة الاحتلال. وأهتم فؤاد بالصحافة فأسس دار النشر القبطية عام 1948 وأصدر مجلة مار جرجس عام 1949 التي استمرت في الصدور حتى اوقفها السادات عام 1981. في عام 1971 انتخب عضواً بمجلس الشعب (البرلمان). وكان القمص بولس باسيلي أحد رجال الدين الذين سجنوا في نهاية حكم السادات. ففي عهد السادات الذي أطلق يد الإخوان المسلمين اشتهر الشيخ عبد المتولي الشعراوي وافسحت له الإذاعة الرسمية فرصاً لنشر تعاليمه عبر قنواتها، وقد صدرت عنه تعليقات تسيء للديانة المسيحية فطلب القمص بولس من الإذاعة أن تسمح له بالرد على الشعراوي والدفاع عن العقيدة المسيحية التي حاول الشعراوي تشويهها لكن الإذاعة رفضت طلبة، فما كان من القمص إلا أن يصدر شرائط كاسيت يرد فيها على الشعراوي بأسلوبه المهذب المفحم مما هدأ مشاعر الأقباط المجروحة. وهذه هي أيضاً السبب الذي جعل السادات يلقي بالقمص بولس في سجنه حيث بقي إلى أن أطلق سراحه الرئيس مبارك بعد بضعة أشهر من توليه السلطة.

## الوعظ والتأليف
ظهرت موهبته في الوعظ منذ صباه وفور تخرجه من الكلية الإكليريكية عين فيها أول أستاذ لكرسي الوعظ عام 1938 وكان في الثانية والعشرين من عمره وظل في منصبه هذا حتى عام 1976, فدرس علي يديه كل من دخل الكلية الإكليريكية ليصبحوا كهنة ومطارنة الكنيسة في أنحاء مصر كلها، ومنهم الأستاذ نظير جيد الذي صار بعد ذلك البابا شنودة الثالث، وأجيال من طلاب الإكليريكية. وللقمص بولس سلسلة من الكتب اسمها «المواعظ النموذجية» كانت مرجعاً للكثيرين. فهو مبتكر لأسلوب جديد يجمع بين الدين والأدب والشعر والفكاهة مما جذاب مستمعيه واستولى على انتباههم. لذلك وقبل رسامته كاهناً وكان وقتها حديث التخرج عين واعظاً لكنيستي مار جرجس في شارع الجيوشي وكنيسة أبي سيفين وكلاهما في شبرا وفي عام 1945 عين أستاذاً للوعظ بكلية الرهبان في حلوان. أما في التأليف فكان كتاب «حياة موسى» باكورة كتبه ألفه وهو في الثالثة والعشرين أعجب به استاذه حبيب جرجس فقال «هذا ليس كتاباً يا فؤاد، هذه رسالة دكتوراه.» ثم توالت كتبه فبلغ عددها 40 كتاباً من بينها: الأقباط وطنية وتاريخ، مجموعه النموذجيات (مثل الطفل النموذجي، الزواج النموذجي والمواعظ النموذجية)، ذكرياتي في نصف قرن، أنت أخي وأنا أحبك، واستطيع كل شيء.

## الخدمات الاجتماعية
بالإضافة إلى الجوانب الدينية والوطنية والفكرية فهناك جانب آخر من جوانب أنشطة القمص بولس باسيلي هو جانب الخدمات الاجتماعية التي كان له فيها إنجازات مدهشة، إنك لتصاب بدهشة حقيقية حين تنظر إلى حجم المؤسسات الاجتماعية التي قام بإنشائها وفي الزمن المبكر الذي ظهرت فيه، في ريادة حقيقية لهذا النوع من الخدمات لذوي الاحتياجات الخاصة في مصر، فقد أسس أبونا بولس جمعية الكرمة للمكفوفين عام 1953 بميزانية 8 جنيهات (وهو مبلغ لا بأس به في ذلك الوقت!!) لتصل ميزانيتها إلى ثلثي مليون جنيه عام 2001، ولعلها قد تخطت المليون جنيه اليوم.
وقد نمت من شقة ضيقة إلى عدة مجمعات من عدد من المنازل في القاهرة والإسكندرية. إنها الآن 14 مؤسسة في مؤسسة واحدة تضم مؤسسات للمكفوفين والكفيفات، والعجائز والأرامل، وحضانة أطفال، ورعاية للمسنين والمسنات، ودار للمغتربات، ومستوصف للعلاج الخيري، ونادي للأطفال، ومكتبة صوتية للمكفوفين تضم أعمال نجيب محفوظ وتوفيق الحكيم والعقاد وسلامة موسى وغيرهم، ومجمع للتصييف في شاطئ أبو قير على البحر الأبيض.
وقد كانت جمعية الكرمة أول مؤسسة خاصة لرعاية الأطفال المكفوفين في مصر، قامت بالعناية بالمئات من الأطفال المكفوفين من الجنسين وتربيتهم وتعليمهم حتى حصل بعضهم على شهادات الماجستير والدكتوراه في الآداب، وقد ذاع صيت الجمعية عالميًا فزارتها بعثة من مؤسسة جون ملتون الأمريكية الذي سجل سكرتيرها العام دكتور سميث كلمة بعد زيارته للجمعية قال فيها: «نحن أمام معجزة في الشرق الأوسط»!